# Perły

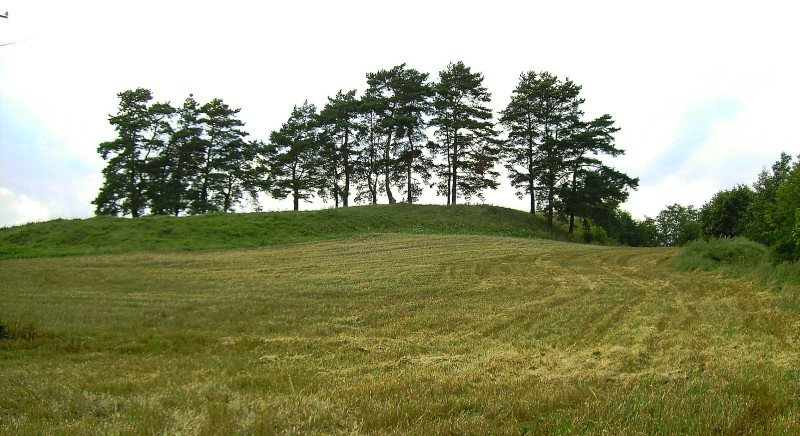
Góra Szaniec. Na wschód od Pereł-pruskie grodzisko.

Perły (niem. Perlswalde) – wieś w Polsce położona w województwie warmińsko-mazurskim, w powiecie węgorzewskim, w gminie Węgorzewo. Przejście graniczne Perły-Kryłowo to planowane polsko-rosyjskie drogowe przejście graniczne dla małego ruchu graniczego.

## Historia
Wieś Stare Perły powstała w 1558 roku 50 łanach nadanych staroście labiawskiemu. W 1772 roku państwo sprzedało majątek rodzinie von Boyen, którzy w 1788 roku założyli na jego gruntach wieś Nowe Perły.
We wsi była stacja kolejowa Perły.
W latach 1954–1972 wieś była siedzibą władz gromady Perły.
W latach 1975–1998 miejscowość administracyjnie należała do województwa suwalskiego.

## Zabytki
- dwór z przełomu XIX i XX wieku, otoczony parkiem i pozostałości zabudowań gospodarczych; obecnie własność prywatna
- drewniana chałupa chłopska
- kwatera wojenna z czasów I wojny światowej, w której pochowano trzech żołnierzy armii rosyjskiej
- grodzisko z późnej epoki brązu (ok. 900–700 p.n.e.) i wczesnej epoki żelaza[6]. Wpisane do rejestru zabytków nr 85a z 1972-11-21 i A-a-22 z 1995-05-17.